# 作草部町
作草部町（さくさべちょう）は、千葉県千葉市稲毛区の町名である。郵便番号は263-0014。
千葉市に合併される前の、都賀村の中心地であった。

## 歴史
- 明治以前：下総国千葉郡作草部村
- 1869年（明治2年）1月13日：葛飾県の成立に伴い、葛飾県千葉郡作草部村となる。
- 1871年（明治4年）12月25日：印旛県の成立に伴い、印旛県千葉郡作草部村となる。
- 1873年（明治6年）6月15日：印旛県と木更津県が合併して千葉県が誕生したのに伴い、千葉県千葉郡作草部村となる。
- 1889年（明治22年）4月1日：同じ千葉郡内の、園生村・西寺山村・原村・高品村・宮野木村・東寺山村・萩台村・殿台村・小中台村と合併して都賀村となる。
- 1913年（大正2年）：萩台に置かれていた村役場が当地に移転。
- 1937年（昭和12年）2月11日：都賀村が、同じ千葉郡内の蘇我町・検見川町・都村と共に千葉市へ編入される。
- 1938年（昭和13年）4月1日：千葉市作草部町となる。
- 1992年（平成4年）4月1日：千葉市が政令指定都市へ移行し、稲毛区の一部になる。

## 世帯数と人口
2017年（平成29年）9月30日現在の世帯数と人口は以下の通りである。
| 町丁     | 世帯数    | 人口    |
| -------- | --------- | ------- |
| 作草部町 | 2,065世帯 | 4,436人 |

## 小・中学校の学区
市立小・中学校に通う場合、学区は以下の通りとなる。
| 番地                                   | 小学校                 | 中学校             |
| -------------------------------------- | ---------------------- | ------------------ |
| 1013-1 1266〜1307 1309〜1335 1336-1、3 | 千葉市立千草台東小学校 | 千葉市立都賀中学校 |
| その他                                 | 千葉市立都賀小学校     | 千葉市立都賀中学校 |

## 施設
- 千葉市立都賀小学校
- 千葉市立千草台東小学校
- 千葉市立都賀中学校（創立されたのは、都賀村の千葉市編入後の昭和50年）